# Beauvau
Beauvau ist eine Ortschaft und eine Commune déléguée in der französischen Gemeinde Jarzé Villages mit 309 Einwohnern (Stand 1. Januar 2022) im Département Maine-et-Loire in der Region Pays de la Loire.  Das Gebiet wird vom Flüsschen Pont Rame durchquert.

## Geschichte
In Beauvau befindet sich der steinzeitliche Dolmen des Mollières. 
Der Ort ist Stammsitz des Hauses Beauvau.
Mit Wirkung vom 1. Januar 2016 wurden die Gemeinden Beauveau, Chaumont-d’Anjou, Jarzé und Lué-en-Baugeois zu einer Commune nouvelle mit dem Namen Jarzé Villages zusammengelegt. Die Gemeinde Beauvau gehörte zum Arrondissement Angers und zum Kanton Angers-6.

## Bevölkerungsentwicklung
- 1962: 221
- 1968: 222
- 1975: 201
- 1982: 176
- 1990: 196
- 1999: 209
- 2005: 238

|  |  |